# دقيق الخردل
دقيق الخردل (باليونانية: μουσταλευριά)‏، أو مستكلورة (بسكويت الكوكيز)، هو نوع يوناني تقليدي من بودنغ العنب يخلط بالدقيق ويتم غليه حتى يصبح سميكًا.

## المعلومات والأسماء التاريخية
نشأت دقيق الخردل في اليونان القديمة حيث كانت تُعرف باسم أوينوتا (باليونانية: οινούτα).
خلال العصر البيزنطي كان يسمى موستوبيتا (باليونانية: μουσττοιτα) أوباستيلوس (اليونانية: πστελλος). في الوقت الحاضر باستثناء اسمها القياسي، دقيق الخردل
لديها أسماء بديلة تختلف من مكان إلى آخر. على سبيل المثال، كما هو معروف في كريت تسمى بِ كوركوتا  في ساموس تسمى بِ بالوز  وفي قبرص و موستوبيتا  وفي مناطق أخرى.

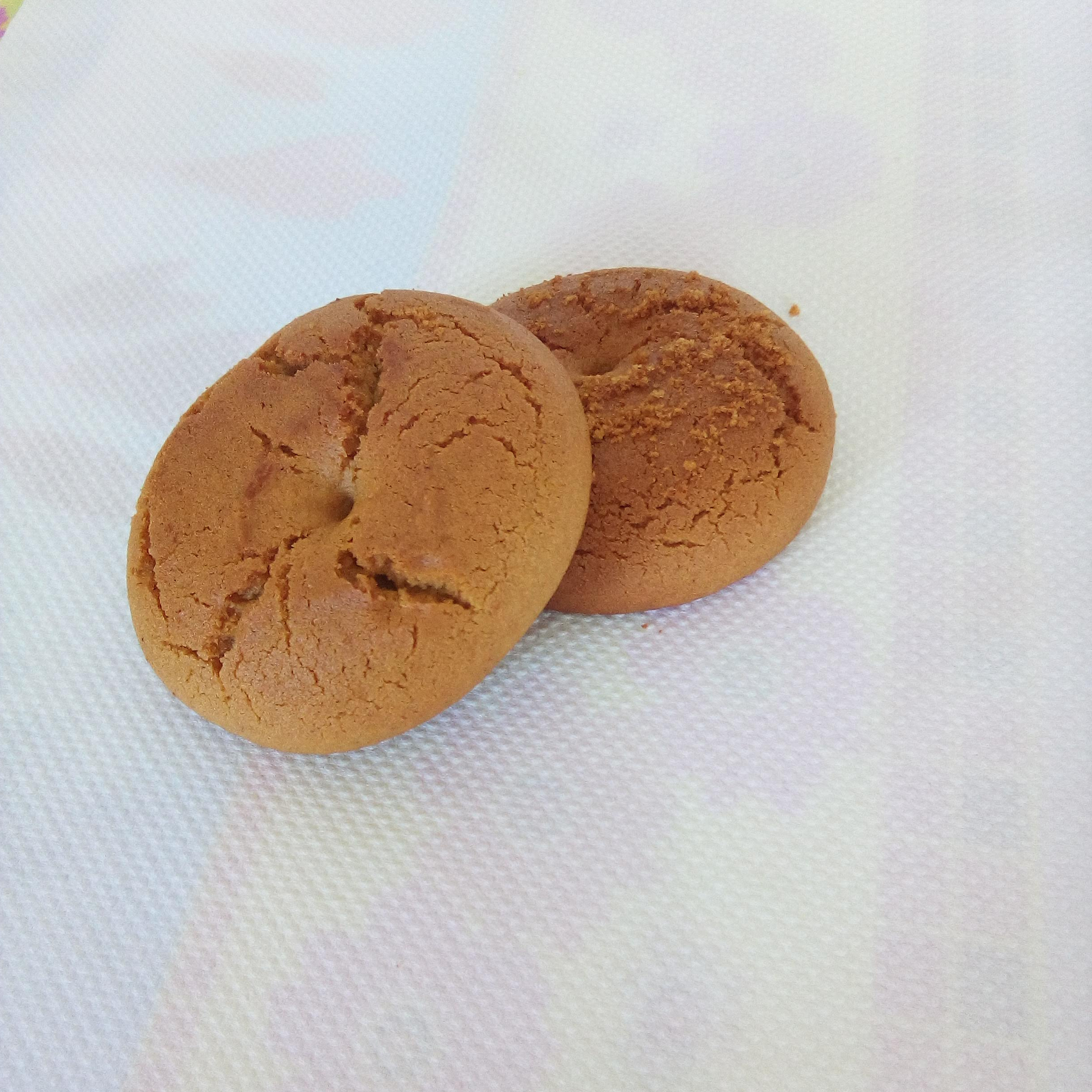
دقيق الخردل المنشأ: اليونان

## طريقة التجهيز
يتم إنتاج دقيق الخردل من عصير العنب العتيق (وهي عملية تتم عادة في شهري أغسطس وسبتمبر) ثم يتم وضعها على نار خفيفة. من المعتاد أثناء الطهي استخدام كمية من التربة البيضاء لتنظيف المواد الضرورية. يتوفر على نطاق واسع خلال موسم الحصاد، في الخريف، عندما يتم إنتاج ما يجب أن يتم إنتاجه وبقية العام. يستخدم دقيق الخردل في صنع كيوفتيريا. المكونات الأخرى المستخدمة في تحضيره هي، اعتمادًا على الاختلافات المحلية، الطحين، البيتيمزي، السكر، الريحان، اللوز، الجوز، السميد، السمسم، القرفة، الفانيليا، ماء الورد الخ.
يتوفر على نطاق واسع خلال موسم الحصاد، في الخريف، عندما يتم إنتاج ما يجب أن يتم إنتاجه وبقية العام. يستخدم دقيق الخردل في صنع كيوفتيريا.